# Pär Hansson (Fußballspieler)
Pär Johan Åke Hansson (* 22. Juni 1986 in Vejbystrand, Ängelholm) ist ein ehemaliger schwedischer Fußballspieler. Der Torhüter spielte den Großteil seiner Karriere für Helsingborgs IF, mit dem er 2011 die Meisterschaft und dreimal den Landespokal gewann. Zudem stand er zwischen 2011 und 2014 sechsmal für die schwedische Nationalmannschaft im Tor und gehörte 2012 zum EM-Kader.

## Werdegang
Hansson begann mit dem Fußballspielen bei Vejbyslätts IF. Zunächst spielte er als offensiver Mittelfeldspieler, ehe er sich als Teenager für die Torhüterposition entschied. 2001 wechselte er in die Jugendabteilung von Helsingborgs IF. Dort wurde er für die schwedische U-16-Auswahl nominiert und etablierte sich in den Nachwuchslandesauswahlen.
2006 rückte Hansson in den Erstligakader von Helsingborgs IF auf. Aufgrund der Konkurrenz auf der Torhüterposition entschied der Klub vor Saisonbeginn, ihn an Ängelholms FF in die drittklassige Division 1 zu verleihen. Nach einer Saison kehrte er zurück, trainierte zunächst als dritter Torhüter hinter Daniel Andersson und Oskar Berglund und erhielt nach Verletzungen der beiden Konkurrenten erste Einsätze in Testspielen. Dennoch wurde er erneut an Ängelholms FF verliehen. Dort trug er 2007 maßgeblich zum Aufstieg in die Superettan bei und wurde in die U-21-Nationalmannschaft berufen. Im August 2007 debütierte er beim 3:4 gegen Wales als Einwechselspieler für Johan Dahlin.
Vor der Saison 2009 kehrte Hansson zu Helsingborgs IF zurück. Trainer Bo Nilsson ernannte ihn zum ersten Torhüter. Bis zur Sommerpause bestritt er alle zwölf Partien. Anschließend wurde er von Tommy Söderberg und Jörgen Lennartsson in den Kader für die U-21-Europameisterschaft berufen, bei der er als Ersatzspieler ohne Einsatz blieb.
In der Fotbollsallsvenskan 2010 bestritt Hansson alle 30 Ligaspiele und wurde Vizemeister hinter Malmö FF. Im Pokalfinale gewann er mit Helsingborgs IF durch ein Tor von Rasmus Jönsson gegen Hammarby IF. Im Januar 2011 debütierte Hansson in der A-Nationalmannschaft beim 2:1-Sieg gegen Botswana.
2011 führte Hansson Helsingborgs IF als Kapitän zu einem historischen Triplegewinn: dem Supercup, der Meisterschaft und dem Landespokal. 2012 wurde er als Ersatztorhüter für die Fußball-Europameisterschaft 2012 nominiert.
Anfang 2016 wechselte Hansson zu Feyenoord Rotterdam, gewann dort Meisterschaft und Pokal, kam jedoch kaum zum Einsatz. Im Juni 2017 kehrte er zu Helsingborgs IF zurück. 2018 zog er sich eine Nackenverletzung zu, die ihn zur Aufgabe seiner Karriere zwang. Im August 2019 gab er offiziell sein Karriereende bekannt.

## Erfolge
- Schwedischer Meister: 2011 (mit Helsingborgs IF)
- Schwedischer Pokalsieger: 2010, 2011 (mit Helsingborgs IF)
- Schwedischer Supercup: 2011 (mit Helsingborgs IF)
- Eredivisie-Meister: 2017 (mit Feyenoord Rotterdam)
- KNVB-Pokal-Sieger: 2016 (mit Feyenoord Rotterdam)
- Teilnahme an der U-21-Fußball-Europameisterschaft 2009
- Teilnahme an der Fußball-Europameisterschaft 2012